# Pakarilansalo
Pakarilansalo är en ö i Finland. Den ligger i sjön Konnevesi och i kommunen Rautalampi i den ekonomiska regionen  Inre Savolax ekonomiska region  och landskapet Norra Savolax, i den centrala delen av landet, 290 km norr om huvudstaden Helsingfors. Öns area är 7,11 kvadratkilometer och dess största längd är 7,4 kilometer i nord-sydlig riktning.